# Susan Choi
Susan Choi (South Bend, Indiana, EE. UU., 1969) es una escritora estadounidense ganadora del Premio Nacional del Libro, uno de los galardones literarios más importantes de Estados Unidos.

## Biografía
Es hija de padre coreano y de madre judía. Sus padres se divorciaron cuando Susan tenía nueve años, y con su madre se trasladaron a vivir a Houston, Texas. En 1990, Choi se graduó en Literatura en la Universidad Yale (B.A.) y, posteriormente, en la Universidad Cornell (M.F.A.). Después de graduarse, comenzó a trabajar de fact-checker en The New York Times, donde conoció a su marido, el crítico de gastronomía Pete Wells, con quien vive en Brooklyn.
En 1998 publicó su primera novela, The Foreign Student, que mereció el Asian American Literary Award for Fiction. Su segunda novela, American Woman (publicada en 2003), quedó finalista del Pulitzer Prize. Su novela A Person of Interest (2008) quedó finalista del PEN / Faulkner Award de 2009. Con su novela Trust Exercise (2019) ganó el National Book Award for Fiction de 2019.
Actualmente es profesora de escritura creativa en la Universidad Yale.

## Obras
- The Foreign Student (1998), ISBN 0-06-019149-X
- American Woman (2003), ISBN 0-06-054221-7
- A Person of Interest (2008), ISBN 978-0-670-01846-8
- My Education (2013), ISBN 0670024902
- Trust Exercise (2019), ISBN 9781250222022

## Premios y reconocimientos
- Asian American Literary Award for Fiction por The Foreign Student
- Steven Turner Award por The Foreign Student
- Guggenheim Fellow (2004)
- PEN/W.G. Sebald Award (2010)
- Lambda Literary Award (2014) por My Education
- National Book Award for Fiction (2019) por Trust Exercise